# Alessandro Stoppato
Alessandro Francesco Luigi Stoppato (Cavarzere, 31 décembre 1858 - Milan, 23 juin 1931) était un avocat et un homme politique italien.

## Biographie
Diplômé de Padoue, profond étudiant en sciences juridiques, il est professeur libre de droit pénal à Padoue et à Bologne à partir de 1881. Libéral conservateur, il est appelé à succéder à l'honorable Francesco Carazzolo dans la circonscription de Montagnana, où il est élu à trois reprises. 
Le 12 janvier 1918, il est appelé à faire partie de la commission d'enquête demandée par le Premier ministre Vittorio Emanuele Orlando créée pour étudier les causes de la défaite de Caporetto. Présidé par Carlo Caneva, la commission d'enquête sur la retraite de l'Isonzo au Piave était composée de cinq membres en plus de lui : le général Ottavio Ragni, le vice-amiral Felice Napoleone Canevaro, l'avocat général militaire Donato Antonio Tommasi, le sénateur Paolo Emilio Bensa et le député Orazio Raimondo. Les pouvoirs de la commission étaient étendus et son travail était minutieux et précis, bien qu'il ne soit pas à l'abri des critiques. En fait, il semble maintenant établi (sur la base du témoignage du sénateur Giuseppe Paratore, alors très proche du Premier ministre) que c'est une intervention d'Orlando (poussée à son tour par Armando Diaz) qui a incité la commission à négliger les responsabilités de Pietro Badoglio, afin d'éviter une crise au sein du commandement suprême au moment du plus grand danger. 
En 1920, à la fin de sa troisième législature, il est nommé sénateur à vie. Au Parlement, il a supervisé, entre autres, les projets de réforme sur la diffamation, l'abigeato, la répression des publications pornographiques et la défense de l'État.

### Carrières
- Maître de conférences libre en droit et procédure pénale à l'université de Padoue (1885)
- Maître de conférences en droit et procédure pénale à l'université de Padoue (26 mai 1893)
- Professeur extraordinaire de droit et procédure pénale à l'université de Bologne (28 février 1898).
- Professeur titulaire de droit et de procédure pénale à l'université de Bologne (27 novembre 1898-23 juin 1931)
- Doyen de la faculté de droit de l'université de Bologne (15 juillet-21 novembre 1920)

### Fonctions politiques et administratives
- Président du Conseil provincial de Padoue

### Fonctions administratives
- Conseiller provincial de Padoue pour le district de Montagnana

### Fonctions et titres
- Membre du Conseil supérieur de l'éducation (1er juillet 1915-30 juin 1919)
- Membre de la Commission d'enquête sur les événements militaires qui ont conduit à la retraite sur le Piave (12 janvier 1918)
- Fondateur et directeur de l'Institut d'études criminelles et de police scientifique de l'université de Bologne (1930)

### Commissions sénatoriales
- Membre ordinaire de la commission d'accusation de la Haute Cour de justice (27 juin 1924-21 janvier 1929)
- Membre de la Commission d'examen des projets de loi "tendant à la délégation des pleins pouvoirs au Gouvernement pour la réforme des codes" (6 juin 1925).

## Décorations honorifiques
- Grand officier décoré du grand cordon de l'ordre de la Couronne d'Italie
- Grand officier de l'ordre de Sainte-Agathe

## Source
- (it) Cet article est partiellement ou en totalité issu de l’article de Wikipédia en italien intitulé « Alessandro Stoppato » (voir la liste des auteurs).